# Segunda División B de España 2006-07
La temporada 2006-07 de la Segunda División B de España de fútbol corresponde a la 30.ª edición del campeonato y se disputó entre el 27 de agosto de 2006 y terminó el 26 de mayo de 2007 en su fase regular. Posteriormente se disputó la promoción de ascenso entre el 3 de junio y el 24 de junio.

## Sistema de competición
Participan ochenta clubes de toda la geografía española, encuadrados en cuatro grupos de veinte equipos según proximidad geográfica. Se enfrentan en cada grupo todos contra todos en dos ocasiones -una en campo propio y otra en campo contrario- durante un total de 38 jornadas. El orden de los encuentros se decide por sorteo antes de empezar la competición. La Real Federación Española de Fútbol es la responsable de designar a los árbitros de cada encuentro.
El ganador de un partido obtiene tres puntos, el perdedor no suma puntos, y en caso de un empate hay un punto para cada equipo. Al término del campeonato, el equipo que acumula más puntos en cada grupo se proclama campeón de Segunda División B y juega la promoción de ascenso; junto con los segundos, terceros y cuartos clasificados de cada grupo para ascender a Segunda División. Esta promoción tiene formato de eliminación directa a doble partido, con cuatro grupos en los que se emparejan equipos de distintos grupos y que hayan quedado en posiciones distintas, emparejándose primeros contra cuartos y segundos contra terceros. Los vencedores disputan la eliminatoria final.
Los cuatro últimos equipos clasificados de cada grupo descienden a Tercera División. Los decimosextos clasificados juegan la promoción por la permanencia que se disputa por eliminación directa a doble partido y los emparejamientos se determinan por sorteo. Los dos equipos derrotados pierden la categoría.

## Equipos de la temporada 2006/07
| Datos de ascensos y descensos |
| --- |
| SD Eibar, UE Lleida, Málaga CF "B" y Racing de Ferrol descienden de Segunda División A. UD Las Palmas, SD Ponferradina, UD Salamanca y UD Vecindario ascienden a Segunda División A. RSD Alcalá, Algeciras CF, UD Almansa, Castillo CF, UB Conquense, Cultural Durango, Deportivo Alavés "B", CD Díter Zafra, CD Móstoles, SD Negreira, CM Peralta, Club Portugalete, CF Reus Deportiu, CE Sabadell FC, CD San Isidro, Zalla UC y Real Zaragoza "B" descienden a Tercera División. También desciende el CD Badajoz por motivos económicos. UD Barbastro, CD Cobeña, CD Eldense, RCD Espanyol "B", Gimnástica de Torrelavega, CD Guijuelo, Granada CF, CD Logroñés, CD Lugo, CD Orientación Marítima, Orihuela CF, UD Puertollano, Racing Portuense, Sestao River Club, AD Universidad de Oviedo, Valencia CF Mestalla y CF Villanovense ascienden a Segunda División B. También asciende el AD Cerro Reyes que ocupa la plaza del CD Badajoz. |

### Grupo I
En este grupo se encuentran los equipos de: Galicia (5), Cantabria (2), Comunidad de Madrid (7), Canarias (4) y Castilla-La Mancha (2).
| - RC Celta de Vigo "B" - CD Lugo - CD Ourense - Pontevedra CF - Racing de Ferrol - Gimnástica de Torrelavega - Racing de Santander "B" - AD Alcorcón - Atlético de Madrid "B" - CD Cobeña |  | - CF Fuenlabrada - CD Leganés - Rayo Vallecano - UD San Sebastián de los Reyes - UD Lanzarote - CD Orientación Marítima - UD Pájara Playas de Jandía - Universidad LPGC CF - UD Puertollano - Talavera CF |

### Grupo II
En este grupo se encuentran los equipos de: Asturias (3), País Vasco (8), Castilla y León (6) y La Rioja (3).
| - Club Marino de Luanco - Real Oviedo - AD Universidad de Oviedo - Amurrio Club - Barakaldo CF - Athletic Club "B" - SD Eibar - SD Lemona - Real Sociedad de Fútbol "B" - Real Unión Club |  | - Sestao River Club - Burgos CF - Cultural Leonesa - CD Guijuelo - CF Palencia - Real Valladolid CF "B" - Zamora CF - CD Alfaro - CD Logroñés - Logroñés CF |

### Grupo III
En este grupo se encuentran los equipos de: Cataluña (9), Comunidad Valenciana (8), Navarra (1) y Aragón (2).
| - CF Badalona - FC Barcelona "B" - RCD Espanyol "B" - UE Figueres - UDA Gramenet - CE L'Hospitalet - UE Lleida - UE Sant Andreu - Terrassa FC - CD Alcoyano |  | - Alicante CF - Benidorm CD - CD Eldense - Levante UD "B" - Orihuela CF - Valencia CF Mestalla - Villajoyosa CF - Atlético Osasuna "B" - UD Barbastro - SD Huesca |

### Grupo IV
En este grupo se encuentran los equipos de: Andalucía (12), Región de Murcia (2), Extremadura (4) y las ciudades autónomas de Ceuta (1) y Melilla (1).
| - CD Alcalá - CD Baza - Córdoba CF - Écija Balompié - Granada CF - Real Jaén CF - CD Linares - Málaga CF "B" - UD Marbella - Racing Portuense |  | - Sevilla Atlético - CD Villanueva - Águilas CF - FC Cartagena - AD Cerro Reyes - CF Extremadura - Mérida UD - CF Villanovense - AD Ceuta - UD Melilla |

## Clasificaciones y resultados

### Grupo I

#### Clasificación
| Pos. | Equipo                           | Pts. | PJ | G  | E  | P  | GF | GC | Dif. | Clasificación                     |
| ---- | -------------------------------- | ---- | -- | -- | -- | -- | -- | -- | ---- | --------------------------------- |
| 1    | Pontevedra C. F.                 | 73   | 38 | 21 | 10 | 7  | 59 | 27 | +32  | Acceso a Promoción de ascenso     |
| 2    | Rayo Vallecano                   | 67   | 38 | 18 | 13 | 7  | 47 | 29 | +18  | Acceso a Promoción de ascenso     |
| 3    | Racing de Ferrol (A)             | 66   | 38 | 17 | 15 | 6  | 49 | 25 | +24  | Acceso a Promoción de ascenso     |
| 4    | Universidad LPGC C. F.           | 65   | 38 | 19 | 8  | 11 | 55 | 25 | +30  | Acceso a Promoción de ascenso     |
| 5    | Talavera C. F.                   | 64   | 38 | 18 | 10 | 10 | 50 | 43 | +7   |                                   |
| 6    | U. D. San Sebastián de los Reyes | 63   | 38 | 16 | 15 | 7  | 48 | 38 | +10  |                                   |
| 7    | U. D. Puertollano                | 62   | 38 | 17 | 11 | 10 | 52 | 40 | +12  |                                   |
| 8    | C. D. Leganés                    | 53   | 38 | 14 | 11 | 13 | 42 | 38 | +4   |                                   |
| 9    | C. D. Lugo                       | 52   | 38 | 14 | 10 | 14 | 47 | 45 | +2   |                                   |
| 10   | C. F. Fuenlabrada                | 51   | 38 | 14 | 9  | 15 | 42 | 52 | −10  |                                   |
| 11   | A. D. Alcorcón                   | 48   | 38 | 12 | 12 | 14 | 39 | 50 | −11  |                                   |
| 12   | U. D. Lanzarote                  | 47   | 38 | 11 | 14 | 13 | 57 | 55 | +2   |                                   |
| 13   | R. C. Celta de Vigo "B"          | 44   | 38 | 11 | 11 | 16 | 46 | 65 | −19  |                                   |
| 14   | Atlético de Madrid "B"           | 44   | 38 | 12 | 8  | 18 | 51 | 54 | −3   |                                   |
| 15   | C. D. Ourense                    | 44   | 38 | 13 | 5  | 20 | 43 | 60 | −17  |                                   |
| 16   | U. D. Pájara-Playas de Jandía    | 43   | 38 | 10 | 13 | 15 | 43 | 48 | −5   | Acceso a Promoción de permanencia |
| 17   | Gimnástica de Torrelavega (D)    | 42   | 38 | 10 | 12 | 16 | 36 | 51 | −15  | Descenso a Tercera División       |
| 18   | C. D. Cobeña (D)                 | 39   | 38 | 10 | 9  | 19 | 50 | 61 | −11  | Descenso a Tercera División       |
| 19   | C. D. Orientación Marítima (D)   | 34   | 38 | 8  | 10 | 20 | 42 | 73 | −31  | Descenso a Tercera División       |
| 20   | Racing de Santander "B" (D)      | 32   | 38 | 8  | 8  | 22 | 33 | 62 | −29  | Descenso a Tercera División       |

 Fuente: BDFutbol
Criterios de clasificación: Puntos · Enfrentamientos directos · Diferencia de goles · Goles a favor · Play-off

#### Resultados
| Local \ Visitante             | Alc | Atl | Cel | Cob | Fer | Fue | Gim | Lan | Leg | Lug | OMa | Our | Pon | Pue | Paj | Rac | Ray | San | Tal | Uni |
| ----------------------------- | --- | --- | --- | --- | --- | --- | --- | --- | --- | --- | --- | --- | --- | --- | --- | --- | --- | --- | --- | --- |
| AD Alcorcón                   | —   | 3–0 | 4–0 | 0–2 | 1–1 | 0–1 | 2–0 | 0–0 | 2–1 | 2–0 | 3–1 | 1–0 | 1–1 | 1–1 | 2–0 | 4–1 | 0–1 | 0–3 | 0–5 | 2–0 |
| Atlético de Madrid "B"        | 2–1 | —   | 0–1 | 2–2 | 1–2 | 1–1 | 0–1 | 1–1 | 0–1 | 3–2 | 4–3 | 4–0 | 1–0 | 0–1 | 2–2 | 0–1 | 2–4 | 4–1 | 0–1 | 2–0 |
| RC Celta de Vigo "B"          | 2–2 | 3–2 | —   | 2–2 | 0–1 | 1–2 | 3–1 | 2–2 | 1–3 | 0–1 | 3–2 | 2–0 | 0–5 | 1–1 | 1–3 | 1–1 | 1–3 | 1–3 | 3–1 | 1–0 |
| CD Cobeña                     | 1–1 | 0–5 | 1–2 | —   | 1–2 | 2–1 | 2–0 | 3–1 | 0–3 | 0–1 | 2–0 | 4–0 | 0–1 | 3–1 | 1–4 | 2–5 | 1–1 | 1–1 | 3–0 | 1–2 |
| Racing de Ferrol              | 0–0 | 1–0 | 2–0 | 0–0 | —   | 2–2 | 1–1 | 4–0 | 1–0 | 0–1 | 0–0 | 1–0 | 1–2 | 1–2 | 3–1 | 3–0 | 2–0 | 3–0 | 1–1 | 0–1 |
| CF Fuenlabrada                | 0–0 | 1–0 | 2–0 | 2–1 | 0–1 | —   | 1–1 | 2–1 | 0–0 | 1–2 | 1–0 | 1–1 | 1–0 | 1–2 | 2–1 | 1–0 | 2–2 | 3–2 | 0–1 | 0–1 |
| Gimnástica de Torrelavega     | 0–0 | 1–1 | 0–0 | 0–0 | 0–0 | 3–1 | —   | 2–1 | 2–1 | 1–3 | 4–1 | 0–1 | 0–2 | 1–1 | 1–1 | 1–1 | 0–0 | 0–1 | 0–1 | 2–0 |
| UD Lanzarote                  | 2–0 | 2–2 | 1–1 | 2–3 | 1–1 | 2–2 | 5–2 | —   | 2–3 | 1–1 | 3–1 | 3–1 | 3–1 | 2–0 | 0–0 | 3–0 | 0–0 | 2–1 | 1–2 | 1–3 |
| CD Leganés                    | 1–1 | 1–0 | 1–1 | 1–0 | 1–1 | 0–2 | 2–0 | 1–2 | —   | 2–0 | 4–1 | 0–1 | 0–1 | 0–2 | 1–0 | 1–0 | 1–3 | 0–0 | 0–0 | 1–4 |
| CD Lugo                       | 2–0 | 0–1 | 4–0 | 2–0 | 1–1 | 3–0 | 0–2 | 4–2 | 1–1 | —   | 2–0 | 1–1 | 1–3 | 1–2 | 1–2 | 3–2 | 1–1 | 1–1 | 0–1 | 1–1 |
| CD Orientación Marítima       | 0–2 | 3–4 | 3–2 | 2–2 | 1–2 | 2–1 | 1–1 | 1–0 | 0–0 | 1–2 | —   | 3–0 | 1–1 | 1–0 | 2–2 | 1–3 | 1–0 | 0–0 | 4–1 | 0–3 |
| CD Ourense                    | 3–2 | 0–1 | 2–0 | 3–1 | 0–2 | 4–2 | 2–3 | 2–1 | 2–1 | 4–1 | 5–1 | —   | 0–2 | 1–3 | 1–0 | 2–1 | 1–1 | 1–2 | 1–2 | 1–2 |
| Pontevedra CF                 | 3–0 | 2–0 | 0–0 | 2–1 | 1–0 | 0–1 | 2–1 | 1–1 | 3–2 | 0–0 | 5–1 | 1–1 | —   | 0–0 | 2–1 | 2–0 | 1–0 | 2–0 | 1–1 | 0–0 |
| UD Puertollano                | 1–2 | 2–1 | 1–2 | 2–0 | 1–1 | 3–0 | 3–0 | 1–1 | 1–0 | 0–0 | 2–0 | 3–1 | 1–5 | —   | 3–1 | 2–1 | 0–0 | 3–3 | 0–1 | 3–1 |
| UD Pájara Playas de Jandía    | 0–0 | 2–1 | 1–1 | 1–1 | 0–0 | 2–0 | 3–1 | 1–1 | 1–1 | 1–3 | 0–1 | 3–0 | 1–3 | 3–0 | —   | 2–1 | 0–2 | 0–0 | 1–4 | 0–2 |
| Racing de Santander "B"       | 0–0 | 1–1 | 2–3 | 0–4 | 0–2 | 1–2 | 3–2 | 2–1 | 1–3 | 1–0 | 0–0 | 1–0 | 0–1 | 0–0 | 1–1 | —   | 0–2 | 0–1 | 0–1 | 0–0 |
| Rayo Vallecano                | 1–0 | 0–0 | 0–3 | 2–1 | 0–0 | 2–0 | 2–0 | 1–2 | 0–0 | 1–0 | 3–0 | 2–0 | 1–0 | 1–3 | 1–0 | 3–0 | —   | 0–0 | 3–0 | 1–1 |
| UD San Sebastián de los Reyes | 1–0 | 1–0 | 2–2 | 3–2 | 4–3 | 2–2 | 3–0 | 1–0 | 0–1 | 0–0 | 0–0 | 2–0 | 2–1 | 2–1 | 1–0 | 1–2 | 1–1 | —   | 0–0 | 1–1 |
| Talavera CF                   | 2–0 | 1–3 | 1–0 | 1–0 | 1–3 | 3–1 | 0–1 | 1–1 | 2–2 | 2–1 | 3–3 | 0–1 | 2–2 | 1–0 | 1–1 | 3–1 | 1–2 | 1–1 | —   | 1–0 |
| Universidad LPGC CF           | 1–0 | 5–0 | 3–0 | 3–0 | 0–0 | 3–0 | 0–1 | 1–3 | 0–1 | 4–0 | 3–0 | 0–0 | 1–0 | 0–0 | 0–1 | 3–0 | 4–0 | 0–1 | 2–0 | —   |

#### Máximos goleadores
| #   | Jugador             | Equipo                        | Goles |
| --- | ------------------- | ----------------------------- | ----- |
| 1.º | Yuri de Souza       | Pontevedra CF                 | 23    |
| 2.º | Andrés Ramos        | UD Puertollano                | 18    |
| 3.º | Jorge Rodríguez     | Gimnástica de Torrelavega     | 16    |
| 4.º | José Manuel Redondo | UD San Sebastián de los Reyes | 15    |
|     | José Manuel Meca    | UD Lanzarote                  | 15    |
|     | Juanjo Serrano      | UD Lanzarote                  | 15    |

#### Porteros menos goleados
| #   | Jugador           | Equipo                        | Goles | Partidos | Promedio |
| --- | ----------------- | ----------------------------- | ----- | -------- | -------- |
| 1.º | Alberto Cifuentes | Rayo Vallecano                | 21    | 34       | 0,61     |
| 2.º | Moisés Trujillo   | Universidad LPGC CF           | 17    | 27       | 0,62     |
| 3.º | Sergio Piña       | Racing de Ferrol              | 25    | 38       | 0,65     |
| 4.º | Nicolas Bonis     | Pontevedra CF                 | 25    | 36       | 0,69     |
| 5.º | Gonzalo López     | UD San Sebastián de los Reyes | 38    | 38       | 1,00     |

### Grupo II

#### Clasificación
| Pos. | Equipo                          | Pts. | PJ | G  | E  | P  | GF | GC | Dif. | Clasificación                     |
| ---- | ------------------------------- | ---- | -- | -- | -- | -- | -- | -- | ---- | --------------------------------- |
| 1    | S. D. Eibar (A)                 | 71   | 38 | 21 | 8  | 9  | 51 | 26 | +25  | Acceso a Promoción de ascenso     |
| 2    | Burgos C. F.                    | 69   | 38 | 20 | 9  | 9  | 51 | 24 | +27  | Acceso a Promoción de ascenso     |
| 3    | C. F. Palencia                  | 65   | 38 | 17 | 14 | 7  | 38 | 29 | +9   | Acceso a Promoción de ascenso     |
| 4    | Real Unión Club                 | 65   | 38 | 19 | 8  | 11 | 43 | 26 | +17  | Acceso a Promoción de ascenso     |
| 5    | Sestao River                    | 65   | 38 | 18 | 11 | 9  | 42 | 29 | +13  |                                   |
| 6    | Barakaldo C. F.                 | 63   | 38 | 16 | 15 | 7  | 45 | 26 | +19  |                                   |
| 7    | Real Sociedad "B"               | 61   | 38 | 17 | 10 | 11 | 54 | 39 | +15  |                                   |
| 8    | S. D. Lemona                    | 60   | 38 | 15 | 15 | 8  | 40 | 28 | +12  |                                   |
| 9    | Zamora C. F.                    | 52   | 38 | 12 | 16 | 10 | 44 | 36 | +8   |                                   |
| 10   | Logroñés C. F.                  | 51   | 38 | 12 | 15 | 11 | 36 | 38 | −2   |                                   |
| 11   | Cultural Leonesa                | 51   | 38 | 14 | 9  | 15 | 37 | 40 | −3   |                                   |
| 12   | C. D. Guijuelo                  | 50   | 38 | 14 | 8  | 16 | 41 | 33 | +8   |                                   |
| 13   | Marino de Luanco                | 49   | 38 | 13 | 10 | 15 | 31 | 31 | 0    |                                   |
| 14   | C. D. Logroñés                  | 46   | 38 | 12 | 10 | 16 | 36 | 49 | −13  |                                   |
| 15   | Bilbao Athletic                 | 45   | 38 | 11 | 12 | 15 | 39 | 49 | −10  |                                   |
| 16   | Real Valladolid C. F. "B"       | 43   | 38 | 12 | 7  | 19 | 31 | 47 | −16  | Acceso a Promoción de permanencia |
| 17   | C. D. Alfaro (A)                | 41   | 38 | 11 | 8  | 19 | 41 | 55 | −14  | Descenso a Tercera División       |
| 18   | A. D. Universidad de Oviedo (A) | 36   | 38 | 10 | 6  | 22 | 34 | 68 | −34  | Descenso a Tercera División       |
| 19   | Real Oviedo (A)                 | 32   | 38 | 7  | 11 | 20 | 24 | 47 | −23  | Descenso a Tercera División       |
| 20   | Amurrio Club (A)                | 19   | 38 | 3  | 10 | 25 | 19 | 60 | −41  | Descenso a Tercera División       |

 Fuente: BDFutbol
Criterios de clasificación: Puntos · Enfrentamientos directos · Diferencia de goles · Goles a favor · Play-off

#### Resultados
| Local \ Visitante        | Alf | Amu | Bil | Bar | Bur | CDL | Cul | Eib | Gui | Lem | LCF | Mar | Ovi | Pal | Rso | Run | Ses | Uni | Val | Zam |
| ------------------------ | --- | --- | --- | --- | --- | --- | --- | --- | --- | --- | --- | --- | --- | --- | --- | --- | --- | --- | --- | --- |
| CD Alfaro                | —   | 1–2 | 3–2 | 2–2 | 1–0 | 0–1 | 0–2 | 0–1 | 1–0 | 3–2 | 0–1 | 1–0 | 2–1 | 0–1 | 1–1 | 0–2 | 0–0 | 3–0 | 1–1 | 3–2 |
| Amurrio Club             | 1–1 | —   | 1–2 | 0–1 | 0–2 | 2–2 | 0–0 | 1–2 | 1–1 | 0–1 | 1–1 | 0–3 | 1–0 | 1–1 | 0–3 | 1–2 | 0–3 | 0–0 | 0–1 | 0–4 |
| Athletic Club "B"        | 0–2 | 2–1 | —   | 0–0 | 0–2 | 2–1 | 3–2 | 0–3 | 1–1 | 1–1 | 1–1 | 2–1 | 1–0 | 1–2 | 3–3 | 1–0 | 1–0 | 3–0 | 0–1 | 0–0 |
| Barakaldo CF             | 1–1 | 2–0 | 1–1 | —   | 2–2 | 4–0 | 1–3 | 0–0 | 2–0 | 2–0 | 0–0 | 0–0 | 1–0 | 0–0 | 3–1 | 1–0 | 2–1 | 0–0 | 5–0 | 2–0 |
| Burgos CF                | 2–1 | 1–2 | 2–0 | 1–0 | —   | 3–1 | 1–0 | 3–1 | 1–0 | 0–0 | 3–0 | 2–0 | 2–0 | 1–1 | 2–0 | 0–2 | 1–0 | 3–0 | 0–0 | 0–0 |
| CD Logroñés              | 1–1 | 1–0 | 0–1 | 0–0 | 1–3 | —   | 0–1 | 1–0 | 1–0 | 0–1 | 2–1 | 0–1 | 0–0 | 1–1 | 1–0 | 1–1 | 3–2 | 5–0 | 1–0 | 1–0 |
| Cultural Leonesa         | 2–1 | 1–0 | 1–1 | 1–1 | 2–1 | 0–2 | —   | 1–2 | 2–1 | 0–1 | 0–1 | 1–0 | 1–0 | 1–0 | 0–0 | 0–0 | 2–2 | 1–1 | 4–2 | 1–2 |
| SD Eibar                 | 2–1 | 3–1 | 1–1 | 3–0 | 1–0 | 3–0 | 2–1 | —   | 1–0 | 1–0 | 2–2 | 2–0 | 3–0 | 2–0 | 1–0 | 1–2 | 0–1 | 1–0 | 3–0 | 0–0 |
| CD Guijuelo              | 3–0 | 0–0 | 4–1 | 0–0 | 0–0 | 1–0 | 3–1 | 1–0 | —   | 0–1 | 1–2 | 1–0 | 2–2 | 4–0 | 0–3 | 2–0 | 0–1 | 2–0 | 1–0 | 2–1 |
| SD Lemona                | 1–0 | 5–0 | 1–1 | 2–2 | 1–0 | 2–0 | 2–1 | 0–1 | 0–0 | —   | 0–0 | 3–1 | 1–0 | 0–0 | 0–1 | 1–1 | 2–2 | 1–0 | 1–0 | 1–1 |
| Logroñés CF              | 2–1 | 2–1 | 2–1 | 0–3 | 1–3 | 1–0 | 0–1 | 1–1 | 1–0 | 1–1 | —   | 1–0 | 0–0 | 1–0 | 0–0 | 0–0 | 1–1 | 4–1 | 1–0 | 2–2 |
| Club Marino de Luanco    | 2–0 | 2–0 | 1–1 | 2–0 | 1–0 | 4–0 | 0–1 | 2–1 | 1–0 | 0–0 | 1–1 | —   | 1–0 | 0–2 | 1–0 | 0–0 | 0–1 | 1–4 | 0–1 | 0–1 |
| Real Oviedo              | 0–1 | 2–0 | 1–0 | 0–1 | 1–1 | 2–2 | 1–1 | 0–3 | 1–0 | 1–0 | 1–0 | 1–1 | —   | 0–0 | 2–3 | 1–0 | 0–1 | 2–4 | 3–1 | 1–1 |
| CF Palencia              | 3–0 | 3–2 | 1–0 | 2–1 | 1–0 | 2–2 | 2–1 | 1–0 | 2–0 | 1–1 | 0–0 | 0–0 | 0–0 | —   | 1–1 | 1–0 | 1–0 | 0–1 | 0–2 | 2–2 |
| Real Sociedad "B"        | 3–1 | 1–0 | 2–1 | 1–1 | 1–2 | 2–2 | 0–1 | 3–1 | 1–1 | 2–0 | 2–1 | 2–1 | 3–1 | 0–1 | —   | 2–2 | 2–0 | 4–1 | 2–1 | 0–1 |
| Real Unión Club          | 3–1 | 1–0 | 2–0 | 1–0 | 1–2 | 3–1 | 2–0 | 1–1 | 1–0 | 2–1 | 1–0 | 0–1 | 3–1 | 0–1 | 0–1 | —   | 1–1 | 2–0 | 1–0 | 0–1 |
| Sestao River Club        | 3–2 | 0–0 | 1–1 | 0–1 | 1–0 | 2–0 | 1–0 | 1–1 | 0–2 | 0–0 | 2–1 | 0–0 | 2–0 | 2–0 | 1–0 | 0–1 | —   | 2–1 | 2–1 | 1–0 |
| AD Universidad de Oviedo | 2–2 | 0–0 | 2–1 | 2–1 | 0–4 | 0–1 | 2–0 | 1–0 | 1–3 | 0–2 | 3–2 | 0–1 | 1–1 | 1–2 | 1–2 | 0–2 | 0–2 | —   | 1–3 | 2–1 |
| Real Valladolid CF "B"   | 1–3 | 1–0 | 2–1 | 0–1 | 0–0 | 2–0 | 2–0 | 0–1 | 0–4 | 1–1 | 1–0 | 0–0 | 2–1 | 0–2 | 1–1 | 2–0 | 1–2 | 0–2 | —   | 1–2 |
| Zamora CF                | 2–0 | 2–0 | 0–1 | 0–1 | 1–1 | 1–1 | 0–0 | 0–0 | 3–1 | 2–3 | 1–1 | 2–2 | 1–0 | 1–1 | 2–1 | 0–3 | 1–1 | 4–0 | 0–0 | —   |

#### Máximos goleadores
| #   | Jugador          | Equipo            | Goles |
| --- | ---------------- | ----------------- | ----- |
| 1.º | Asier Goiria     | Burgos CF         | 18    |
| 2.º | Iñaki Goikoetxea | SD Lemona         | 13    |
|     | Daniel Estrada   | Real Sociedad "B" | 13    |
| 4.º | Ion Vélez        | Barakaldo CF      | 12    |
|     | Diego Cascón     | Cultural Leonesa  | 12    |

#### Porteros menos goleados
| #   | Jugador              | Equipo           | Goles | Partidos | Promedio |
| --- | -------------------- | ---------------- | ----- | -------- | -------- |
| 1.º | Dani Roiz            | CF Palencia      | 23    | 36       | 0,63     |
| 2.º | Xavier Otermin       | Real Unión       | 24    | 37       | 0,64     |
| 3.º | Iván Gómez           | Burgos CF        | 21    | 32       | 0,65     |
| 4.º | Guillermo Suárez     | Marino de Luanco | 25    | 36       | 0,69     |
| 5.º | José Carlos González | SD Lemona        | 26    | 36       | 0,72     |

### Grupo III

#### Clasificación
| Pos. | Equipo                      | Pts. | PJ | G  | E  | P  | GF | GC | Dif. | Clasificación                     |
| ---- | --------------------------- | ---- | -- | -- | -- | -- | -- | -- | ---- | --------------------------------- |
| 1    | Alicante C. F.              | 65   | 38 | 20 | 5  | 13 | 51 | 36 | +15  | Acceso a Promoción de ascenso     |
| 2    | S. D. Huesca                | 62   | 38 | 18 | 8  | 12 | 44 | 33 | +11  | Acceso a Promoción de ascenso     |
| 3    | C. D. Alcoyano              | 62   | 38 | 18 | 8  | 12 | 45 | 34 | +11  | Acceso a Promoción de ascenso     |
| 4    | C. E. L'Hospitalet          | 61   | 38 | 16 | 13 | 9  | 43 | 36 | +7   | Acceso a Promoción de ascenso     |
| 5    | C. F. Badalona              | 60   | 38 | 16 | 12 | 10 | 47 | 28 | +19  |                                   |
| 6    | Terrassa F. C.              | 59   | 38 | 16 | 11 | 11 | 46 | 34 | +12  |                                   |
| 7    | Orihuela C. F.              | 56   | 38 | 14 | 14 | 10 | 46 | 33 | +13  |                                   |
| 8    | Villajoyosa C. F.           | 54   | 38 | 14 | 12 | 12 | 39 | 40 | −1   |                                   |
| 9    | Benidorm C. D.              | 52   | 38 | 14 | 10 | 14 | 51 | 53 | −2   |                                   |
| 10   | Levante U. D. "B"           | 52   | 38 | 13 | 13 | 12 | 33 | 35 | −2   |                                   |
| 11   | U. D. A. Gramenet           | 52   | 38 | 14 | 10 | 14 | 39 | 41 | −2   |                                   |
| 12   | U. E. Figueres              | 49   | 38 | 13 | 10 | 15 | 37 | 43 | −6   |                                   |
| 13   | R. C. D. Espanyol "B"       | 49   | 38 | 13 | 10 | 15 | 45 | 47 | −2   |                                   |
| 14   | U. E. Lleida                | 49   | 38 | 12 | 13 | 13 | 44 | 38 | +6   |                                   |
| 15   | C. A. Osasuna "B"           | 45   | 38 | 12 | 9  | 17 | 34 | 43 | −9   |                                   |
| 16   | Valencia C. F. Mestalla (D) | 45   | 38 | 11 | 12 | 15 | 32 | 46 | −14  | Acceso a Promoción de permanencia |
| 17   | U. E. Sant Andreu (D)       | 45   | 38 | 12 | 9  | 17 | 35 | 43 | −8   | Descenso a Tercera División       |
| 18   | C. D. Eldense (D)           | 42   | 38 | 9  | 15 | 14 | 32 | 44 | −12  | Descenso a Tercera División       |
| 19   | F. C. Barcelona "B" (D)     | 37   | 38 | 7  | 16 | 15 | 33 | 47 | −14  | Descenso a Tercera División       |
| 20   | U. D. Barbastro (D)         | 33   | 38 | 7  | 12 | 19 | 31 | 53 | −22  | Descenso a Tercera División       |

 Fuente: BDFutbol
Criterios de clasificación: Puntos · Enfrentamientos directos · Diferencia de goles · Goles a favor · Play-off

#### Resultados
| Local \ Visitante    | Alc | Ali | Bad | Bar | fcb | Ben | Eld | Esp | Fig | Gra | Hue | Lev | Lho | Lle | Ori | Osa | San | Ter | Val | Vil |
| -------------------- | --- | --- | --- | --- | --- | --- | --- | --- | --- | --- | --- | --- | --- | --- | --- | --- | --- | --- | --- | --- |
| CD Alcoyano          | —   | 1–1 | 3–0 | 1–0 | 1–0 | 1–0 | 0–1 | 2–0 | 2–1 | 1–1 | 1–2 | 0–3 | 1–2 | 1–1 | 1–0 | 3–0 | 0–1 | 3–1 | 2–3 | 2–0 |
| Alicante CF          | 0–2 | —   | 0–2 | 2–0 | 1–1 | 4–0 | 2–0 | 2–1 | 2–0 | 1–2 | 0–1 | 1–2 | 2–1 | 3–1 | 3–1 | 1–1 | 1–0 | 0–1 | 3–0 | 2–1 |
| CF Badalona          | 0–1 | 1–0 | —   | 2–1 | 3–2 | 2–2 | 1–1 | 2–0 | 5–1 | 0–1 | 2–0 | 0–0 | 3–0 | 0–0 | 0–0 | 1–0 | 2–0 | 0–0 | 3–0 | 4–0 |
| UD Barbastro         | 1–3 | 1–2 | 1–1 | —   | 1–0 | 1–0 | 1–1 | 0–0 | 1–1 | 1–1 | 0–1 | 0–0 | 2–2 | 0–0 | 1–1 | 1–1 | 2–0 | 1–0 | 2–0 | 1–1 |
| FC Barcelona "B"     | 1–2 | 0–1 | 0–0 | 0–0 | —   | 2–4 | 1–1 | 1–2 | 0–4 | 0–0 | 2–2 | 2–1 | 0–0 | 3–0 | 1–0 | 1–0 | 3–0 | 0–2 | 2–2 | 3–2 |
| Benidorm CD          | 1–1 | 2–0 | 0–2 | 2–1 | 3–0 | —   | 0–0 | 2–1 | 0–0 | 4–1 | 1–2 | 1–0 | 0–1 | 1–0 | 1–2 | 1–2 | 1–1 | 2–1 | 1–0 | 1–1 |
| CD Eldense           | 0–0 | 1–0 | 2–2 | 2–1 | 0–0 | 1–1 | —   | 1–1 | 1–0 | 0–1 | 0–2 | 3–0 | 0–1 | 2–0 | 0–1 | 1–1 | 2–0 | 1–0 | 0–4 | 1–1 |
| RCD Espanyol "B"     | 2–0 | 0–1 | 0–3 | 3–1 | 2–0 | 2–2 | 2–0 | —   | 1–0 | 2–2 | 1–2 | 2–1 | 2–0 | 2–2 | 1–1 | 2–1 | 0–1 | 0–2 | 4–0 | 1–2 |
| UE Figueres          | 1–2 | 1–3 | 1–1 | 2–1 | 0–1 | 2–1 | 2–1 | 2–2 | —   | 1–1 | 2–0 | 1–2 | 0–0 | 3–2 | 1–0 | 0–3 | 1–0 | 1–2 | 0–0 | 0–0 |
| UDA Gramenet         | 0–1 | 2–0 | 0–2 | 2–1 | 3–2 | 3–0 | 3–1 | 0–1 | 0–0 | —   | 2–0 | 1–2 | 0–2 | 1–0 | 0–0 | 2–0 | 1–0 | 0–2 | 2–0 | 0–2 |
| SD Huesca            | 1–0 | 2–2 | 2–0 | 4–0 | 0–0 | 3–2 | 0–0 | 1–0 | 0–1 | 4–0 | —   | 1–0 | 2–2 | 1–0 | 0–1 | 2–0 | 1–0 | 0–0 | 0–1 | 5–0 |
| Levante UD "B"       | 0–3 | 0–2 | 1–0 | 3–1 | 1–1 | 0–1 | 1–1 | 1–0 | 1–2 | 2–0 | 0–0 | —   | 0–2 | 1–0 | 2–2 | 1–1 | 1–1 | 1–1 | 1–0 | 0–1 |
| CE L'Hospitalet      | 1–1 | 0–1 | 1–0 | 2–0 | 3–1 | 1–2 | 2–1 | 1–1 | 2–1 | 2–1 | 1–0 | 0–1 | —   | 0–0 | 1–0 | 1–0 | 1–1 | 1–1 | 1–1 | 3–1 |
| UE Lleida            | 3–0 | 1–1 | 4–1 | 2–0 | 1–1 | 3–2 | 3–0 | 0–0 | 1–2 | 2–1 | 1–0 | 0–0 | 1–3 | —   | 0–0 | 0–1 | 1–0 | 2–0 | 1–0 | 1–1 |
| Orihuela CF          | 1–0 | 3–1 | 0–0 | 2–0 | 3–1 | 1–2 | 2–2 | 0–0 | 2–0 | 1–1 | 0–0 | 0–1 | 5–1 | 1–6 | —   | 4–0 | 2–0 | 1–1 | 5–0 | 1–0 |
| Atlético Osasuna "B" | 2–0 | 1–0 | 1–1 | 2–1 | 1–1 | 1–1 | 2–1 | 1–2 | 0–1 | 2–1 | 0–1 | 1–1 | 1–0 | 2–3 | 0–2 | —   | 2–0 | 0–1 | 2–0 | 0–1 |
| UE Sant Andreu       | 1–1 | 0–2 | 1–0 | 4–0 | 1–0 | 3–4 | 3–1 | 1–2 | 1–0 | 1–0 | 3–1 | 3–1 | 0–0 | 2–1 | 1–1 | 1–0 | —   | 1–1 | 0–0 | 0–1 |
| Terrassa FC          | 1–0 | 0–1 | 0–1 | 2–3 | 0–0 | 3–3 | 2–0 | 3–1 | 1–0 | 0–2 | 4–1 | 0–0 | 2–1 | 1–1 | 2–0 | 0–1 | 3–1 | —   | 1–0 | 0–1 |
| Valencia CF Mestalla | 0–1 | 1–0 | 1–0 | 1–0 | 0–0 | 3–0 | 1–2 | 4–1 | 1–1 | 1–1 | 1–0 | 0–1 | 1–1 | 0–0 | 0–0 | 1–1 | 1–0 | 2–2 | —   | 1–0 |
| Villajoyosa CF       | 1–1 | 2–3 | 1–0 | 0–2 | 0–0 | 1–0 | 0–0 | 2–1 | 0–1 | 0–0 | 3–0 | 0–0 | 0–0 | 1–0 | 2–0 | 2–0 | 2–2 | 1–3 | 5–1 | —   |

#### Máximos goleadores
| #   | Jugador             | Equipo          | Goles |
| --- | ------------------- | --------------- | ----- |
| 1.º | Jorge Molina        | Benidorm CD     | 22    |
| 2.º | Felipe Sanchón      | CE L'Hospitalet | 20    |
| 3.º | Félix Prieto        | CD Alcoyano     | 17    |
|     | Gorka Pintado       | UDA Gramenet    | 17    |
| 5.º | Luis García Tevenet | UE Lleida       | 14    |

#### Porteros menos goleados
| #   | Jugador             | Equipo          | Goles | Partidos | Promedio |
| --- | ------------------- | --------------- | ----- | -------- | -------- |
| 1.º | Rubén Martínez      | CF Badalona     | 28    | 38       | 0,73     |
| 2.º | Gonzalo Eraso       | UE Lleida       | 25    | 30       | 0,83     |
| 3.º | Eduardo Pérez       | CE L'Hospitalet | 32    | 37       | 0,86     |
|     | Rubén Falcón        | SD Huesca       | 32    | 37       | 0,86     |
| 5.º | José Miguel Morales | Terrassa FC     | 34    | 38       | 0,89     |

### Grupo IV

#### Clasificación
| Pos. | Equipo                   | Pts. | PJ | G  | E  | P  | GF | GC | Dif. | Clasificación                     |
| ---- | ------------------------ | ---- | -- | -- | -- | -- | -- | -- | ---- | --------------------------------- |
| 1    | Sevilla F. C. "B" (A)    | 76   | 38 | 22 | 10 | 6  | 54 | 22 | +32  | Acceso a Promoción de ascenso     |
| 2    | C. D. Linares            | 73   | 38 | 20 | 13 | 5  | 64 | 38 | +26  | Acceso a Promoción de ascenso     |
| 3    | Racing Portuense         | 71   | 38 | 21 | 8  | 9  | 60 | 36 | +24  | Acceso a Promoción de ascenso     |
| 4    | Córdoba C. F. (A)        | 69   | 38 | 20 | 9  | 9  | 73 | 46 | +27  | Acceso a Promoción de ascenso     |
| 5    | F. C. Cartagena          | 67   | 38 | 19 | 10 | 9  | 63 | 41 | +22  |                                   |
| 6    | Real Jaén C. F.          | 62   | 38 | 16 | 14 | 8  | 49 | 40 | +9   |                                   |
| 7    | U. D. Marbella           | 56   | 38 | 15 | 11 | 12 | 40 | 34 | +6   |                                   |
| 8    | Águilas C. F.            | 54   | 38 | 15 | 9  | 14 | 48 | 42 | +6   |                                   |
| 9    | U. D. Melilla            | 52   | 38 | 13 | 13 | 12 | 47 | 47 | 0    |                                   |
| 10   | Écija Balompié           | 52   | 38 | 13 | 13 | 12 | 52 | 47 | +5   |                                   |
| 11   | A. D. Ceuta              | 52   | 38 | 13 | 13 | 12 | 38 | 33 | +5   |                                   |
| 12   | C. D. Baza               | 52   | 38 | 13 | 13 | 12 | 51 | 46 | +5   |                                   |
| 13   | Granada C. F.            | 51   | 38 | 14 | 9  | 15 | 39 | 36 | +3   |                                   |
| 14   | C. D. Alcalá             | 49   | 38 | 13 | 10 | 15 | 45 | 47 | −2   |                                   |
| 15   | Mérida U. D.             | 48   | 38 | 14 | 6  | 18 | 34 | 44 | −10  |                                   |
| 16   | C. F. Extremadura (D)    | 45   | 38 | 12 | 9  | 17 | 39 | 59 | −20  | Acceso a Promoción de permanencia |
| 17   | A. D. Cerro de Reyes (D) | 41   | 38 | 11 | 8  | 19 | 31 | 59 | −28  | Descenso a Tercera División       |
| 18   | C. D. Villanueva (D)     | 35   | 38 | 9  | 8  | 21 | 41 | 55 | −14  | Descenso a Tercera División       |
| 19   | C. F. Villanovense (D)   | 22   | 38 | 5  | 7  | 26 | 39 | 76 | −37  | Descenso a Tercera División       |
| 20   | Málaga C. F. "B" (D)     | 14   | 38 | 3  | 5  | 30 | 21 | 80 | −59  | Descenso a Tercera División       |

 Fuente: BDFutbol
Criterios de clasificación: Puntos · Enfrentamientos directos · Diferencia de goles · Goles a favor · Play-off

#### Resultados
| Local \ Visitante | Agu | Alc | Baz | Car | Cer | Ceu | Cor | Eci | Ext | Gra | Jae | Lin | Mal | Mar | Mel | Mer | Por | Sev | Vse | Vva |
| ----------------- | --- | --- | --- | --- | --- | --- | --- | --- | --- | --- | --- | --- | --- | --- | --- | --- | --- | --- | --- | --- |
| Águilas CF        | —   | 3–4 | 2–2 | 2–1 | 2–1 | 2–0 | 0–1 | 2–1 | 2–1 | 1–0 | 1–1 | 1–2 | 1–0 | 0–1 | 2–0 | 3–0 | 3–2 | 1–2 | 0–2 | 3–1 |
| CD Alcalá         | 1–1 | —   | 1–2 | 1–2 | 2–0 | 2–1 | 1–1 | 3–2 | 0–1 | 1–0 | 0–3 | 2–1 | 1–1 | 1–1 | 0–1 | 0–0 | 1–0 | 0–1 | 2–1 | 2–1 |
| CD Baza           | 1–0 | 3–1 | —   | 0–0 | 1–0 | 0–0 | 1–2 | 0–1 | 2–2 | 1–1 | 1–2 | 3–1 | 2–0 | 1–1 | 0–0 | 3–1 | 0–1 | 0–1 | 2–1 | 2–2 |
| FC Cartagena      | 2–2 | 3–1 | 2–2 | —   | 3–0 | 2–1 | 1–1 | 2–1 | 3–1 | 1–0 | 3–0 | 0–3 | 5–0 | 2–0 | 2–1 | 1–0 | 2–0 | 1–0 | 2–0 | 4–1 |
| AD Cerro Reyes    | 1–0 | 2–0 | 0–0 | 2–1 | —   | 0–0 | 0–0 | 0–2 | 1–0 | 1–0 | 3–1 | 1–1 | 1–0 | 0–1 | 2–5 | 2–1 | 2–3 | 1–5 | 0–0 | 1–0 |
| AD Ceuta          | 1–0 | 1–1 | 1–0 | 0–0 | 3–0 | —   | 1–1 | 0–0 | 1–1 | 3–1 | 1–1 | 0–2 | 2–0 | 1–2 | 3–0 | 0–0 | 1–2 | 0–1 | 1–0 | 2–0 |
| Córdoba CF        | 2–1 | 4–1 | 2–2 | 4–2 | 4–0 | 4–0 | —   | 2–1 | 3–1 | 2–0 | 1–1 | 3–3 | 5–2 | 2–1 | 1–2 | 1–0 | 1–1 | 2–0 | 3–2 | 3–0 |
| Écija Balompié    | 2–1 | 0–0 | 1–2 | 2–3 | 1–1 | 2–1 | 1–0 | —   | 5–1 | 1–1 | 3–3 | 1–1 | 4–2 | 0–0 | 1–0 | 2–1 | 2–1 | 0–0 | 0–0 | 2–0 |
| CF Extremadura    | 0–2 | 2–4 | 1–1 | 2–1 | 2–1 | 0–1 | 2–1 | 2–1 | —   | 1–2 | 1–3 | 1–0 | 2–0 | 2–1 | 2–1 | 1–2 | 2–2 | 0–0 | 0–0 | 0–3 |
| Granada CF        | 3–0 | 2–1 | 1–1 | 1–1 | 3–0 | 1–1 | 2–1 | 2–1 | 2–1 | —   | 1–2 | 1–2 | 4–0 | 1–2 | 1–0 | 2–1 | 0–1 | 2–0 | 1–0 | 1–0 |
| Real Jaén CF      | 0–2 | 1–0 | 2–0 | 2–2 | 2–1 | 2–0 | 3–1 | 1–1 | 1–1 | 0–0 | —   | 1–0 | 1–0 | 1–0 | 3–1 | 0–2 | 1–1 | 1–1 | 2–1 | 0–0 |
| CD Linares        | 1–1 | 1–0 | 3–1 | 1–1 | 7–1 | 2–1 | 3–2 | 2–1 | 0–0 | 3–1 | 1–0 | —   | 1–1 | 2–2 | 0–0 | 3–1 | 0–4 | 0–0 | 3–1 | 1–0 |
| Málaga CF "B"     | 1–1 | 0–4 | 0–1 | 0–1 | 0–0 | 1–3 | 2–5 | 0–1 | 1–2 | 1–0 | 1–2 | 0–3 | —   | 0–2 | 2–2 | 0–1 | 0–3 | 1–3 | 2–1 | 1–3 |
| UD Marbella       | 0–0 | 0–2 | 2–1 | 3–2 | 1–0 | 0–0 | 3–0 | 1–1 | 1–0 | 0–0 | 0–2 | 1–2 | 2–0 | —   | 4–1 | 0–1 | 0–1 | 3–0 | 2–3 | 0–0 |
| UD Melilla        | 0–0 | 1–1 | 3–2 | 1–1 | 0–0 | 1–0 | 0–1 | 5–3 | 1–1 | 0–0 | 2–1 | 1–1 | 2–0 | 3–1 | —   | 0–1 | 2–1 | 0–0 | 4–1 | 2–1 |
| Mérida UD         | 0–1 | 2–0 | 0–3 | 0–0 | 2–1 | 1–3 | 0–3 | 2–3 | 0–1 | 1–0 | 1–0 | 0–0 | 1–0 | 0–0 | 1–0 | —   | 0–1 | 0–1 | 1–1 | 3–2 |
| Racing Portuense  | 1–0 | 1–0 | 3–1 | 2–1 | 3–1 | 0–2 | 1–0 | 0–0 | 3–0 | 0–0 | 3–0 | 1–2 | 5–0 | 0–0 | 0–0 | 1–2 | —   | 1–0 | 2–1 | 2–1 |
| Sevilla Atlético  | 1–0 | 0–0 | 3–1 | 3–0 | 2–0 | 0–0 | 1–2 | 0–0 | 3–0 | 1–0 | 0–0 | 2–2 | 1–0 | 2–0 | 5–2 | 2–1 | 5–1 | —   | 2–0 | 1–0 |
| CF Villanovense   | 1–3 | 0–3 | 1–3 | 0–3 | 1–2 | 1–1 | 1–1 | 4–2 | 4–1 | 1–2 | 2–2 | 0–2 | 1–2 | 0–1 | 1–2 | 2–1 | 2–5 | 0–2 | —   | 1–3 |
| CD Villanueva     | 2–2 | 1–1 | 1–3 | 1–0 | 0–2 | 0–1 | 3–1 | 1–0 | 0–1 | 2–0 | 1–1 | 1–2 | 1–0 | 0–1 | 1–1 | 1–3 | 1–1 | 0–3 | 6–1 | —   |

#### Máximos goleadores
| #   | Jugador              | Equipo         | Goles |
| --- | -------------------- | -------------- | ----- |
| 1.º | Javi Moreno          | Córdoba CF     | 24    |
| 2.º | Xavier Molist        | FC Cartagena   | 16    |
| 3.º | Ramón Aragón, Moncho | RC Portuense   | 14    |
|     | Pepe Díaz            | Écija Balompié | 14    |
| 5.º | José David Cabello   | UD Melilla     | 13    |

#### Porteros menos goleados
| #   | Jugador               | Equipo       | Goles | Partidos | Promedio |
| --- | --------------------- | ------------ | ----- | -------- | -------- |
| 1.º | Alejandro Ávila       | UD Marbella  | 32    | 37       | 0,86     |
| 2.º | Manu Martínez         | CD Linares   | 26    | 30       | 0,86     |
| 3.º | Gustavo Alba          | Granada CF   | 32    | 34       | 0,94     |
| 4.º | Noé Calleja           | Real Jaén CF | 39    | 37       | 1,05     |
| 5.º | Juan Carlos Caballero | FC Cartagena | 31    | 29       | 1,06     |

## Promoción de ascenso a Segunda División
- Se clasifican los siguientes equipos a la promoción de ascenso:

| Pos                                              | Grupo I             | Grupo II        | Grupo III       | Grupo IV         |
| ------------------------------------------------ | ------------------- | --------------- | --------------- | ---------------- |
| 1º                                               | Pontevedra CF       | SD Eibar        | Alicante CF     | Sevilla Atlético |
| 2º                                               | Rayo Vallecano      | Burgos CF       | SD Huesca       | CD Linares       |
| 3º                                               | Racing de Ferrol    | CF Palencia     | CD Alcoyano     | Racing Portuense |
| 4º                                               | Universidad LPGC CF | Real Unión Club | CE L'Hospitalet | Córdoba CF       |
| En negrita equipos que suben a Segunda División. |                     |                 |                 |                  |

## Promoción de permanencia
- Se clasifican los siguientes equipos a la promoción de permanencia:

| UD Pájara-Playas de Jandía                            | Real Valladolid CF "B" | Valencia CF Mestalla | CF Extremadura |
| En negrita equipos que descienden a Tercera División. |                        |                      |                |

## Resumen
Ascienden a Segunda división:
| - Córdoba Club de Fútbol | - Sociedad Deportiva Eibar | - Racing Club de Ferrol | - Sevilla Atlético |

Descienden a Tercera división: 
| Grupo I - Real Sociedad Gimnástica de Torrelavega - Club Deportivo Cobeña - Club Deportivo Orientación Marítima - Real Racing Club de Santander "B" | Grupo II - Club Deportivo Alfaro - Asociación Deportiva Universidad de Oviedo - Real Oviedo - Amurrio Club | Grupo III - Valencia Club de Fútbol Mestalla - Unió Esportiva Sant Andreu - Club Deportivo Eldense - Fútbol Club Barcelona "B" - Unión Deportiva Barbastro | Grupo IV - Club de Fútbol Extremadura - Agrupación Deportiva Cerro de Reyes Badajoz Atlético - Club Deportivo Villanueva - Club de Fútbol Villanovense - Málaga Club de Fútbol "B" |

Campeones de Segunda División B (título honorífico y en trofeo que no garantiza el ascenso):
| - Pontevedra Club de Fútbol | - Sociedad Deportiva Eibar | - Alicante Club de Fútbol | - Sevilla Atlético Club |

## Copa del Rey
Los cinco primeros clasificados de cada grupo, exceptuando a los filiales, y los cuatro siguientes equipos con mejor puntuación en todos los grupos se clasifican para la siguiente edición de la Copa del Rey. La plaza de los filiales la ocupan los siguientes equipos mejor clasificados.